# Ley de Bergonié y Tribondeau

Símbolo universal de zona con riesgo de exposición a radiaciones ionizantes.

La ley de Bergonié y Tribondeau o ley de radiosensibilidad se postuló en 1906 por los dos científicos que le han dado el nombre: Jean Bergonié (1857-1925), médico cancerólogo francés, y Louis Tribondeau, médico francés. Tras estudiar los efectos de la radiación ionizante en ratones, llegaron a la conclusión de que las células presentan diferente sensibilidad a la radiación en función de varios factores intrínsecos.
- Son más radiosensibles aquellas células que presentan mayor actividad mitótica.
- Son más radiosensibles las células menos diferenciadas o indiferenciadas (las que no han sufrido procesos de diferenciación hacia estirpes celulares específicas).
- Son más radiosensibles las células que tienen por delante un ciclo vital con mayor número de divisiones.

Esta ley es de utilidad en la rama de la radiobiología que estudia los efectos de la radiación en los tejidos.